# Ставров, Перикл Ставрович
Пери́кл Ста́врович Ставро́в (настоящая фамилия — Ставро́пуло; 1895, Одесса — 1955, Париж) — русский поэт, прозаик и переводчик «первой волны» эмиграции, участник ряда литературных объединений Парижа.

## Биография
Родился в семье одесских греков, окончил гимназию в Одессе. Входил в круг молодых поэтов и писателей, к которому принадлежали также Багрицкий, Фиолетов, Ильф, Олеша и др. В Одессе познакомился с Буниным, связь с которым поддерживал позднее и в эмиграции. В 1920 г. эмигрировал в Грецию, получил греческое гражданство, но вскоре покинул Грецию. Жил в Болгарии и Югославии, в 1926 г. переселился во Францию. Печатался в журналах «Современные записки» и «Числа»; стихи включались в большинство антологий русской зарубежной поэзии. При жизни опубликованы сборники стихов «Без последствий» (1933) и «Ночью» (1937). Писал также рассказы, переводил на французский язык с русского (в частности, перевёл книгу Ильфа и Петрова «Золотой телёнок»).
Уже в ранних стихах одесского периода обнаружил сильное влияние Анненского; в более позднем творчестве отчётливы мотивы и поэтика «парижской ноты».
Наиболее полное издание:
- Перикл Ставров. На взмахе крыла. Одесса, 2003. — ISBN 966-96247-9-7.